# Hittarps IK
Hittarps IK (HIK) är en idrottsklubb med bas i Laröd i norra Helsingborg. Hittarps IK grundades i Hittarp 1959.
Föreningens primära upptagningsområde består av Domsten, Laröd, Hittarp och Maria Park. På senare tid har föreningen dessutom växt sig starkare i de norra delarna av centrala Helsingborg, exempelvis på Pålsjö och Tågaborg.
Inom HIK ryms fem olika sektioner, boule, gymnastik, fotboll, futsal och tennis, där fotbollen är den klart största, följd av gymnastiken. Föreningen har aktiva medlemmar i åldersspannet 3-90 år.
Hittarps IK spelar i division 2 på både dam- och herrsidan. På 1980-talet konkurrerade HIK med det lokala elitlaget Helsingborgs IF då man spelade i samma serie. Bland annat besegrades HIF på Olympia med 3-1 år 1987 och Lennart Fransson hade stor show, till det talrika bortaföljets stora förtjusning, med sina tre mål och hyllades därefter välförtjänt i de lokala tidningarna. Rubriken i Helsingborgs Dagblad löd efter detta derby "Fotbollens framtid ligger i Laröd". En av de övriga stjärnspelarna i Hittarp var Jens Nielsen, som senare skulle fortsätta sin karriär och nå större framgångar i just Helsingborgs IF. 
Hittarps IK:s spelardräkt är vita tröjor med röda kragar och manschetter, och kännetecknet har inte minst varit de knälånga, svarta bermudasshortsen som skiljer sig mycket från andra fotbollslag. Idag är det främst den vita tröjan, de svarta shortsen och de vita strumporna som kännetecknar laget. Reservmunderingen går idag i helsvart.
Hittarps IK är en stor breddförening med fokus på ungdomsverksamheten. Med sina 1 400 medlemmar, varav cirka 1 000 är aktiva, är föreningen en av Skånes allra största på fotbollssidan. Medlemstillväxten har varit närmast explosionsartad de senaste åren och föreningen lever under devisen "så många som möjligt - så länge som möjligt", vilket innebär att Hittarps IK tar avstånd från all form av exkludering, utanförskap och toppning av ungdomslag. 
På damsidan slåss Hittarps IK med Eskilsminne IF om titeln "bäst i stan" då båda spelar i division 1. I damlaget är återväxten god och stora delar av laget har tidigare tillhört ungdomsverksamheten i Hittarps IK.
Damlaget tränas av Fredrik Svanbäck och Johan Carlsson. På herrsidan är det tidigare landslagsspelaren Erik Edman som ansvarar. Edman har åtskilliga landskamper på meritlistan och har också varit utlandsproffs i bland annat Tottenham Hotspurs, Wigan, Rennes och Torino. Mikael Wickander är assisterande tränare. 
Under 2015 stöttade Hittarps IK projektet "Football For Life", som drivs av FC Rosengård och arbetar med att ge tjejer i Sydafrika bättre förutsättningar att spela fotboll, och tillsammans med Zelmerlöw & Björkman Foundation sjösatte föreningen och dess intressenter en rad initiativ med syftet att samla in så mycket pengar som möjligt. Tillsammans drog föreningen in över 500 000 SEK till Football For Life. Under HIK-dagen gjorde dessutom Måns Zelmerlöw en konsert på idrottsplatsen. 
Laröds IP består av tre fotbollsplaner, ett bollfält, tre tennisbanor och en stor inomhushall. Hela verksamheten är centrerad till Laröds IP vilket är en viktig framgångsfaktor då klubben värdesätter den lokala prägeln. Därför är alla matcher på idrottsplatsen alltid gratis och öppna för allmänheten.